# 高密度脂蛋白
高密度脂蛋白（英語：High-density lipoprotein，又称为HDL）是脂蛋白的一种，是由蛋白质和脂质组成的大分子复合物。高密度脂蛋白有不同的种类，它们的形状，大小，密度，蛋白质和脂质成分以及功能各不相同。形状大致分为新生的圆盘状的，和成熟的球状的。直径大约在8至13纳米。密度介于1.21到1.063克/毫升。它们通常用于把胆固醇从身体组织运输到肝脏。血液中大约百分之三十的胆固醇是透过HDL运输的。
据推测高密度脂蛋白可以从动脉硬化块和动脉中移除胆固醇并将其运送回肝脏使其被排除体外；这也是连接高密度脂蛋白的胆固醇有时称作“好胆固醇”或者高密度脂蛋白膽固醇的原因。要注意，高密度脂蛋白並非膽固醇。高水平的高密度脂蛋白-膽固醇可以抑制心血管疾病的发生，与此同时高密度脂蛋白胆固醇水平低于40 mg/dL时则会提高心脏病发生的风险。在测试胆固醇水平的时候，任何在高密度脂蛋白粒子内的胆固醇都被视为保护身体心血管系统健康的因子，和俗稱「坏膽固醇」的低密度脂蛋白形成对比；因此，高密度脂蛋白也稱作「抗粥瘤脂蛋白」（anti-atherogenic lipoprotein）。

## 结构和功能
高密度脂蛋白是最小的脂蛋白。它们有很大的密度因为它们的蛋白质比例是最大的。它们含有阿朴脂蛋白。肝脏以阿朴脂蛋白和磷脂的联合体的形式合成这些脂蛋白，类似不含胆固醇的平滑的球形脂蛋白粒子。它们能从它们接触的细胞那里获得并运输胆固醇。一种被称作蛋黄素-胆固醇酰基转化酶（LCAT）的血浆酶把自由的胆固醇转化成胆固醇酯（一种更亲酯的胆固醇）之后转移到脂蛋白的中心最后形成新的高密度脂蛋白球。它们在血液中按大小增大并且在自身结构中结合更多的胆固醇分子。因此这是一个富集大高密度脂蛋白的过程，这种脂蛋白更多的反映出来的是它的抑制疾病的作用，这点与富集总的高密度脂蛋白粒子相反。这种大高密度脂蛋白和总高密度脂蛋白之比变化非常大，只能用电泳（最早发明於1970年代）来检测更复杂的脂蛋白，或者用新的NMR波谱（发明於1990年代）。
高密度脂蛋白粒子并不是一直具有抗病性，而是当高密度脂蛋白粒子最大化（确实吸收并且运输胆固醇）时具有抗病性。全部的高密度脂蛋白和大的高密度脂蛋白之间并没有确定的关联，更复杂的分析实际上分析了大高密度脂蛋白量而不仅仅是与临床结果密切关联的总高密度脂蛋白量。在压力反映下，一种被称作血清淀粉的急性状态蛋白质和一种阿朴脂蛋白，在细胞因子（IL-6）和皮质醇的激化下由肾上腺皮质合成并运送到受损组织与高密度脂蛋白粒子结合。发生炎症时，它可以吸引并激发白细胞。对于慢性炎症，它能在组织内以淀粉样变性病的形态积累。

## 与疾病的关系
病理研究指出高浓度的高密度脂蛋白（大于60mg/dL）对心血管疾病例如心肌梗塞有抑制作用。低浓度的高密度脂蛋白（男性低于40 mg/dL，女性低于50 mg/dL）会有诱发动脉粥样硬化的危险。
来自国家Framingham心脏研究研究所的数据显示，在给定的低密度脂蛋白水平下，高密度脂蛋白水平降低可以使心脏病发生的风险提高十倍。相反的，在给定的高密度脂蛋白水平下，低密度脂蛋白水平提高可以使风险提高三倍。

## 建议摄取劑量
美国心脏协会，国立卫生研究院和国家胆固醇教育计划针对男性高密度脂蛋白水平和发生心脏病的风险提供了一系列的指引。
| 水平mg/dL | 水平mmol/L | 解释                                                                    |
| <40       | <1.03      | 低等級高密度脂蛋白胆固醇水平，患上心脏病的几率很高, <50是对于女性的数值 |
| 40–59     | 1.03–1.52  | 中等級高密度脂蛋白水平                                                  |
| >60       | >1.55      | 最佳的高密度脂蛋白水平，患上心脏病的风险很低。                          |

透过使用更复杂的实验室检测手段研究人员可以测量了除了总的高密度脂蛋白含量之外高密度脂蛋白粒子的大小，比如"脂蛋白亚级分析"，还可以特别把粒子按大小分成几个组，而不是仅仅是如上所列的总体高密度脂蛋白含量。最大（最有作用的）的高密度脂蛋白例子组有最好的疾病抑制作用。最小的粒子组反映了那些并不能很好的运输胆固醇的高密度脂蛋白粒子并没有疾病抑制作用。

## 提高HDL浓度

### 药物控制
在2006年，随机式的医学测试证明透过增加HDL-胆固醇浓度（尼古丁酸或者fibrate）可以使动脉硬化症的程度非常显著的减轻，同时心血管疾病发生的几率也减少了。
药物治疗例如使用fibrate和烟酸。可以提高HDL胆固醇的水平。透过烟酸的损耗促進晶体的生成進而产生维他命B3，可以有效提高10–30%左右的HDL水平，这是目前最有效的可行的提高HDL-水平的药物。
羟甲戊二酰辅酶A还原酶抑制剂的使用可以有效地抑制高LDL胆固醇浓度，但是它几乎对高HDL胆固醇浓度只有一点或者没有作用。使用与他汀和烟酸结合的抗氧化剂疗法会使烟酸的效力减少33%。(NIH HATS)
Torcetrapib,一种由Pfizer研制的可以透过抑制胆固醇酯转化蛋白（CETP）来提高HDL浓度的新药，在与那些只用阿托伐他汀治疗的病人相比相当大的一部分用torcetrapib-阿托伐他汀结合治疗的病人死亡后被禁用。
Torcetrapib的失败让研究者们意识到单单提高HDL的浓度对于预防动脉硬化也许是不足够的。同时越来越多的临床研究表明，不仅仅是HDL的浓度，HDL的质量对心血管疾病的抵制和预防也起到至关重要的作用，因为HDL是很不均一的，不同种类，大小，组成的HDL对于心血管的保护性不一样。流行病学调查结果显示大的HDL比小的HDL对心血管有更强的保护性。功能研究结果显示轻微氧化能增强HDL的功能，让HDL更好的移除胆固醇，而极度氧化会损害HDL的功能，让HDL移除胆固醇的能力显著下降。关于HDL的结构和稳定性研究成果表明HDL结构上的适度不稳定性对HDL运输胆固醇的功能有益，因为轻度的结构不稳定能够便利HDL接收胆固醇，便利HDL发生形态上的变化。因此，测量HDL的稳定性有可能能够提供一个简单便捷的方法来评估HDL的质量。

### 饮食和生活习惯
一些生活习惯的改变对提高HDL浓度很有好处，也是增加好膽固醇較根本及副作用小之方法：
- 有氧运动[9]
- 减肥
- 戒烟
- 使用添加剂例如奧米加3鱼油
- 控制饮食中脂肪摄入量为整体卡路里摄入量的30–35%
- 从饮食中去除反式脂肪
- 每天攝取的油脂中，增加单元不饱和脂肪類和奧米加3多元不饱和脂肪類的攝取，减少或去除饱和脂肪、許多人也需要減少奧米加6多元不饱和脂肪。
- 在饮食中添加水溶性纖維（例如：β-葡聚醣）

## 内部链接
- 心血管病
- 低密度脂蛋白